# جاذبية القمر

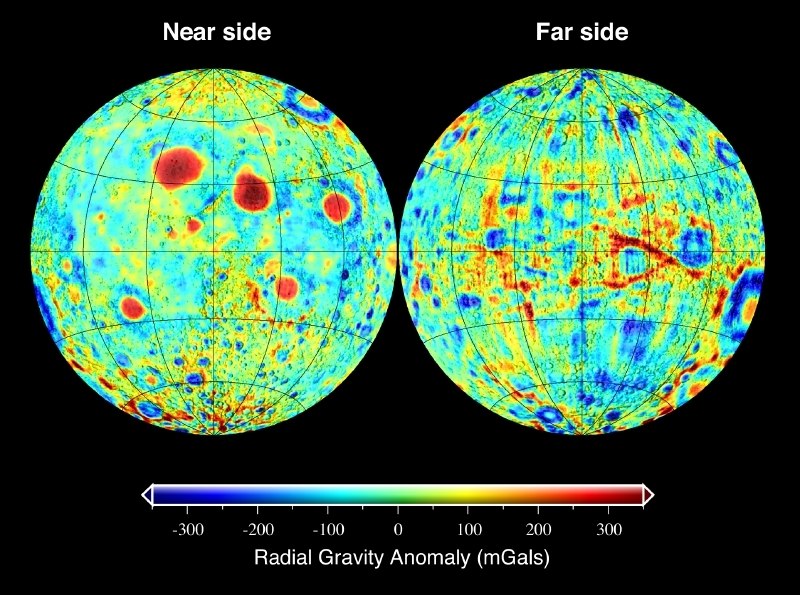
شذوذ الجاذبية على سطح القمر بوحدة جال Gal (acceleration)

يبلغ تسارع الجاذبية على سطح القمر حوالي 1.625 م/ث^2   أي حوالي 16.6% من جاذبية سطح الأرض (أو 0.16 غرام). يُقدّر اختلاف تسارع الجاذبية على سطح القمر  بـ 0.0253 م/ث^2 (1.6% من التسارع سببه الجاذبية). لأنّ الوزن يعتمد بشكل مباشر على تسارع الجاذبية ؛ فإنّ الأجسام على القمر سوف تزِن فقط  16.6% من وزنها على الأرض.
تمّ قياس مجال جاذبية القمر عن طريق تتبُّع إشارات الراديو المُنبعِثة من مركبة فضائية تدور حول القمر بمدار . و يعتمد المبدأ المُستخدم على تأثير دوبلر ، حيث يمكن قياس تسارع المركبة الفضائية في خط الرؤية من خلال تغيّرات صغيرة في تردد إشارة الراديو و قياس المسافة من المركبة الفضائية إلى محطة على الأرض. و بما أنّ مجال جاذبية القمر يؤثّر على مدار المركبة الفضائية ؛ فإنّ أي شخص يُمكن أن يتتبّع البيانات لتحديد الشذوذ في الجاذبية . و مع ذلك ، و بسبب الدوران المتزامن للقمر فإنّه من غير المُحتمَل تتبُّع المركبة الفضائية من الأرض إلى ما وراء القمر ، لذلك لم يكن مجال الجاذبية (في الجانب البعيد من القمر) معروفاً حتى البعثة الأخيرة لِـ GRAIL . 

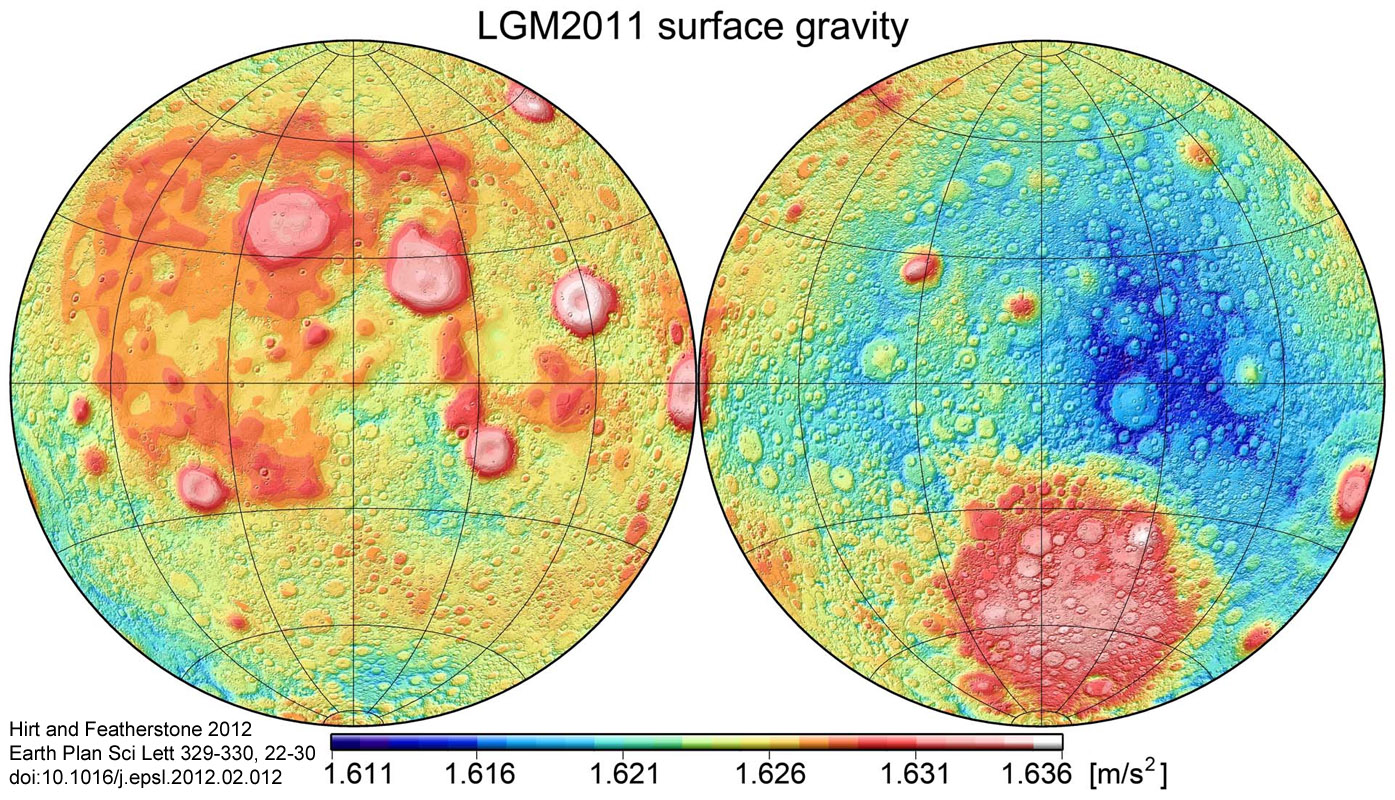
.. Map from Lunar Gravity Model 2011. تسارع الجاذبية على سطح القمر بوحدة م/ث^2. الجانب القريب من القمر على جهة اليسار من الصورة ، الجانب البعيد على الجهة اليمين.

هناك ميزة رئيسية لمجال جاذبية القمر هو وجود ماسكونات، وهي قيم شذوذ موجبة كبيرة مرتبطة بتأثير بعض الأحواض العملاقة.  هذه القيم الشاذّة تؤثر بشكل كبير على مدار المركبة الفضائية التي تدور حول القمر، وتعتبر هذه القيم نموذج جذبي دقيق و هي ضرورية في التخطيط للبعثات البشرية و غير البشرية. بدايةً تمّ اكتشاف هذه القيم الشاذة عن طريق تحليل بيانات تتبُّع مدار القمر : أظهرت تجارب الملاحة قبل برنامج ابولو  Apollo program أخطاءً في تحديد المواقع.